# Pierre Gosselin
Pierre Gosselin (nascido em 23 de março de 1932) é um ex-ciclista de pista belga. Competiu como representante de seu país nos Jogos Olímpicos de Verão de 1952, onde terminou em quinto lugar na prova tandem.